# Carlton Cole
Carlton Michael Cole Okirie (* 12. November 1983 in Croydon) ist ein ehemaliger englischer Fußballspieler.

## Sportlicher Werdegang
Aus der Jugend des FC Chelsea kommend, bestritt er sein Debüt für die Profis am 6. April 2002 in der englischen Premier League gegen den FC Everton. Von November 2002 bis Januar 2003 war er für fünf Wochen an die Wolverhampton Wanderers ausgeliehen, absolvierte fünf Partien, und ging bis zum Saisonende wieder zurück zum FC Chelsea. Zu Beginn der Saison 2003/04 bestritt er eine Partie für Chelsea und wurde dann ab August für den Rest der Saison an Charlton Athletic ausgeliehen. In 21 Partien schoss er vier Tore. 2004/05 wurde er erneut verliehen, diesmal zu Aston Villa. Für Villa bestritt er 27 Spiele und erzielte drei Tore.
Im Sommer 2005 kehrte er zu Chelsea zurück. Auf Grund der starken Konkurrenz im Sturm besaß er keinen Stammplatz, lief in der Hinrunde 2005/06 jedoch fünfmal auf. Im Juli 2006 wechselte er für eine nicht genau quantifizierte Ablösesumme zu West Ham United.
Nach der Saison 2012/13 wurde Coles Vertrag nicht verlängert und er verließ den Verein. Am 14. Oktober 2014 kehrte er allerdings zum Klub zurück. Er unterschrieb einen Vertrag bis Mitte Januar 2014. Nachdem Cole in 14 Ligaspielen vier Tore erzielt hatte, wurde sein Vertrag bis zum 30. Juni 2015 verlängert. Der auslaufende Vertrag wurde am Saisonende 2014/15 nicht verlängert. Nachdem er bis Oktober 2015 vertragslos geblieben war, verpflichtete ihn der schottische Meister Celtic Glasgow. Für Celtic debütierte Cole am 16. Spieltag der Saison 2015/16 gegen Inverness Caledonian Thistle, als er für Tom Rogić eingewechselt wurde. Den ersten Treffer konnte er im Januar 2016 in der 4. Runde des schottischen Pokals gegen den Drittligisten FC Stranraer erzielen. Bereits nach einer Saison und nur vier absolvierten Ligaspielen verließ Cole den Verein wieder.

## Englische Nationalmannschaft
Carlton Cole spielte insgesamt 19-mal in der englischen U21-Auswahl und erzielte dabei sechs Tore. Am 11. Februar 2009 debütierte er unter Trainer Fabio Capello als Einwechselspieler gegen Spanien (0:2) für die A-Nationalmannschaft seines Landes.

## Erfolge
Mit Celtic Glasgow:
- Schottischer Meister: 2016